# 17e cérémonie des Las Vegas Film Critics Society Awards
La 17e cérémonie des Las Vegas Film Critics Society Awards (LVFCS Awards ou Sierra Awards), décernés par la Las Vegas Film Critics Society, a eu lieu le 18 décembre 2013, et a récompensé les films réalisés dans l'année,.

## Top 10 des films de l'année
1. Twelve Years a Slave
2. Dallas Buyers Club
3. Gravity
4. Le Loup de Wall Street (The Wolf of Wall Street)
5. American Bluff (American Hustle)
6. Inside Llewyn Davis
7. Dans l'ombre de Mary (Saving Mr. Banks)
8. Nebraska
9. Her
10. Du sang et des larmes (Lone Survivor)

## Palmarès
- Meilleur film :
  - Twelve Years a Slave

- Meilleur réalisateur :
  - Steve McQueen pour Twelve Years a Slave

- Meilleur acteur :
  - Matthew McConaughey pour le rôle de Ron Woodroof dans Dallas Buyers Club

- Meilleure actrice :
  - Emma Thompson pour le rôle de Pamela L. Travers dans Dans l'ombre de Mary (Saving Mr. Banks)

- Meilleur acteur dans un second rôle :
  - Jared Leto pour le rôle de Rayon dans Dallas Buyers Club

- Meilleure actrice dans un second rôle :
  - Lupita Nyong'o pour le rôle de Patsey dans Twelve Years a Slave

- Meilleur scénario :
  - Her – Spike Jonze

- Meilleure direction artistique :
  - Gravity – Andy Nicholson

- Meilleurs costumes :
  - Twelve Years a Slave – Patricia Norris

- Meilleure photographie :
  - Gravity – Emmanuel Lubezki

- Meilleur montage :
  - Gravity – Alfonso Cuaron et Mark Sanger

- Meilleurs effets visuels :
  - Gravity

- Meilleure chanson :
  - Please Mr. Kennedy – Inside Llewyn Davis

- Meilleure musique de film :
  - Twelve Years a Slave – Hans Zimmer

- Meilleur film en langue étrangère :
  - La Vie d'Adèle  France  Belgique  Espagne

- Meilleur film d'animation :
  - La Reine des neiges (Frozen)

- Meilleur film documentaire :
  - Blackfish

- Meilleur film de comédie :
  - C'est la fin (This Is the End)

- Meilleur film d'action :
  - Du sang et des larmes (Lone Survivor)

- Meilleur film d'horreur ou de science-fiction :
  - Pacific Rim

- Meilleur film de famille :
  - Dans l'ombre de Mary (Saving Mr. Banks)

- Meilleur enfant dans un film :
  - Tye Sheridan – Mud : Sur les rives du Mississippi (Mud)

- Meilleur DVD :
  - Breaking Bad – The Complete Series

- Lifetime Achievement Award :
  - John Goodman